# Załom (powiat goleniowski)
Załom (do 1945 Arnimswalde) – wieś sołecka w Polsce położona w województwie zachodniopomorskim, w powiecie goleniowskim, w gminie Goleniów, położona w Dolinie Dolnej Odry, na skraju Puszczy Goleniowskiej, ok. 2 km od jeziora Dąbie, przy drodze Lubczyna – Szczecin, administracyjnie bezpośrednio graniczy z miastem Szczecinem.
W latach 1945–1948 funkcjonowała gmina Załom. 31 grudnia 1964 część obszaru wsi (315,21 ha) włączono do Szczecina.

## Historia
Pierwsza wzmianka o Załomie pochodzi z wieku XVIII. Na osuszonych bagnach założono wieś w roku 1747. Jej nazwa pochodzi od nazwiska generała Arnima, urzędnika króla Prus. Wieś powstała jako osada o charakterze nieregularnym, początkowo rolnicza, po wybudowaniu osady rybackiej nad jeziorem: rolniczo-rybacka. W 1874 mieszkało tutaj ok. 500 osób. Znajdowały się tam: folwark, kościół, cmentarz oraz osiedle rybackie. W latach 30. XX wieku folwark był własnością Paula Schrödera. Powstał wtedy też zakład produkujący silniki lotnicze do Junkersów, zniszczony w czasie II wojny światowej. Po wojnie została na tym miejscu fabryka kabli, obecnie własności spółki Tele-Fonika S.A. Bogusława Cupiała. Przy fabryce powstało osiedle Kasztanowe. Teren fabryki i osiedla został włączony do granic miasta Szczecina. W rolniczej części wsi powstało natomiast PGR (nie istnieje od początku lat 90. XX w.), które zajęło dawny folwark, oraz osiedle rolnicze.
Dawniej znajdował się we wsi ryglowy kościół oraz XIX-wieczny cmentarz. Zostały one usunięte, a na miejscu tym zbudowano kościół pw. Przemienienia Pańskiego oraz plebanię. Również osiedle rybackie zostało rozebrane. Ok. 2 km od wsi znajduje się obelisk poświęcony żołnierzom, którzy zginęli na frontach I wojny światowej. Jego funkcję zmieniono po wojnie na pomnik zasłużonych meliorantów. Do ciekawych miejsce należą również dwa dęby szypułkowe – pomniki przyrody przy ul. Łąkowej. Obecna zabudowa wsi pochodzi głównie z dwudziestolecia międzywojennego i okresu po 1989. Obecnie tworzy się tutaj ogromne osiedle mieszkaniowe, będące zapleczem dla Szczecina. Wieś rolniczo-mieszkalna. Znajdują się tutaj sklepy spożywcze i przemysłowe, apteka, przedszkole, gabinety lekarskie, przystanki PKS oraz przystanki komunikacji miejskiej linii 77, 96, pospiesznej C, oraz nocnej 522.
Nieopodal wsi znajduje się uroczysko Trzebuskie Łęgi, gdzie znajduje się dawne osiedle rybackie o tej samej nazwie. Obecnie są tam 3 domy mieszkalne i budynki gospodarcze.
W latach 1975–1998 miejscowość należała administracyjnie do województwa szczecińskiego.